# Kanton La Ferté-Bernard
Kanton Ferté-Bernard is een kanton van het Franse departement Sarthe. Kanton Ferté-Bernard maakt deel uit van het arrondissement Mamers en telde 24.707 inwoners in 2020.

## Gemeenten
Het kanton La Ferté-Bernard omvatte tot 2014 de volgende 13 gemeenten:
- Avezé
- Cherré
- Cherreau
- Cormes
- Dehault
- La Chapelle-du-Bois
- La Ferté-Bernard (hoofdplaats)
- Préval
- Saint-Aubin-des-Coudrais
- Saint-Martin-des-Monts
- Souvigné-sur-Même
- Théligny
- Villaines-la-Gonais

Door het decreet van 24 februari 2014, met uitwerking op 22 maart 2015, werden daar alle (13) gemeenten van het toen opgeheven kanton Tuffé aan toegevoegd.
Op 1 januari 2016 werden de gemeenten Saint-Hilaire-le-Lierru en Tuffé samengevoegd tot de fusiegemeente (commune nouvelle) Tuffé Val de la Chéronne.

Op 1 januari 2019 werden de gemeenten Cherré en Cherreau samengevoegd tot de fusiegemeente (commune nouvelle) Cherré-Au.
Sindsdien omvat het kanton volgende 24 gemeenten : 
- Avezé
- Beillé
- Boëssé-le-Sec
- La Bosse
- Bouër
- La Chapelle-du-Bois
- La Chapelle-Saint-Rémy
- Cherré-Au
- Cormes
- Dehault
- Duneau
- La Ferté-Bernard
- Le Luart
- Préval
- Prévelles
- Saint-Aubin-des-Coudrais
- Saint-Denis-des-Coudrais
- Saint-Martin-des-Monts
- Sceaux-sur-Huisne
- Souvigné-sur-Même
- Théligny
- Tuffé Val de la Chéronne
- Villaines-la-Gonais
- Vouvray-sur-Huisne